# Кызылагаш (Успенский район)
Кызылагаш (каз. Қызылағаш, до 2023 г. — Ольгино) — село в Успенском районе Павлодарской области Казахстана. Административный центр Ольгинского сельского округа. Код КАТО — 556449100.

## История
Село было основано в 1909 году в урочище Тастыкудык. Первоначально называлось Штейнфельд (в переводе с немецкого языка — «каменное поле»), так как по плановому переселению сюда из Украины и Крыма были поселены немцы.
В 4 км от села находилась заимка отставного генерала Борисова, проживавшего в Семипалатинске. Царская администрация подарила ему здешние земли и возникшие 3 села, которые после его смерти стали именоваться Борисовка, Ольгино и Наташино по фамилии Борисова и именам двух его дочерей.
В 1910 году в селе открылась первая школа с 13 учениками. В 1930-х годах были образованы колхозы, в селе появились первые тракторы. В годы Великой Отечественной войны в село прибыли выселенные из Поволжья немцы. Летом 1948 года началось строительство школы-семилетки. В 1950-е годы произошло укрупнение колхозов. В колхоз имени Энгельса влились колхозы «Пролетарий», «Казахстан», имени Красина. В 1964 году открылась школа-восьмилетка, с 1968 года школа стала средней.
В связи с укрупнением в 1971 году к колхозу имени Энгельса был присоединён колхоз «Россия» (село Ольховка). Центральной усадьбой колхоза осталось село Ольгино, а Ольховка стала его отделением.

## Население
В 1985 году в селе жили 1300 человек. В 1999 году население села составляло 1375 человек (662 мужчины и 713 женщин). По данным переписи 2009 года, в селе проживало 335 человек (165 мужчин и 170 женщин).